# Карр, Роберт, граф Сомерсет
Роберт Карр (англ. Robert Carr; 1587 — 17 июля 1645), 1-й граф Сомерсет (с 1613 года), виконт Рочестер (с 1611 года) — шотландский дворянин, в 1610—1615 годах фаворит короля Якова I, член Тайного совета, лорд-камергер.

## Биография

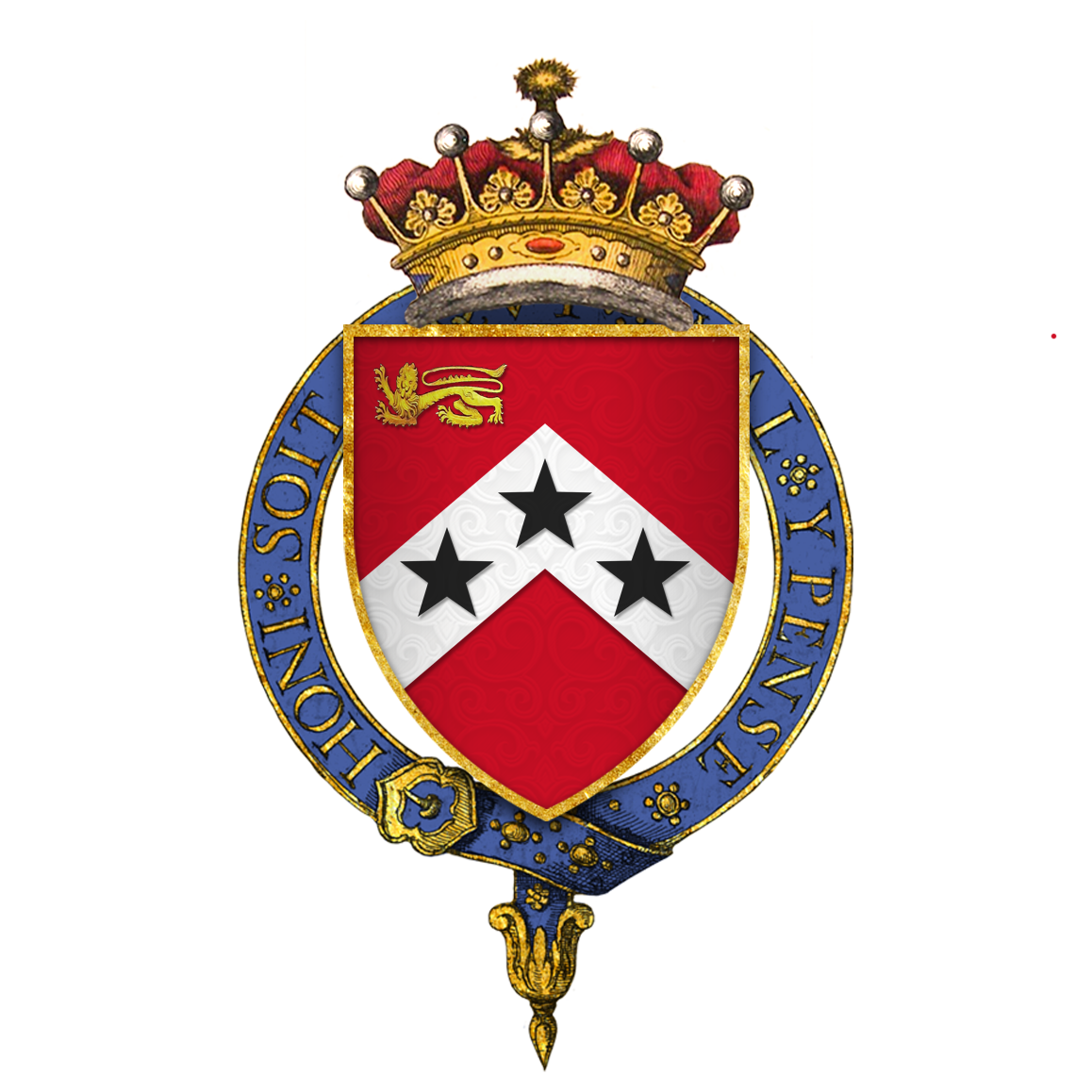
Герб сэра Роберта Карра, 1-го графа Сомерсета

Родился в Рингтоне, графство Сомерсет, королевство Англия. Младший сын сэра Томаса Керра (Карр) (? — 1585) из Фернихирста, Шотландия, и его второй жены, Джанет Скотт, сестры Уолтера Скотта из Баклю. Около 1601 года Роберт Карр познакомился и подружился с поэтом Томасом Овербери в Эдинбурге. Роберт Карр начал свой карьерный путь королевским пажом и в 1603 году приехал с королем Яковом I в Англию. Овербери вскоре стал секретарем Карра. Когда Карр начал свою карьеру при королевском дворе, Томас Овербери стал наставником, секретарем и политическим советником своего более харизматичного друга, мозгом, стоящим за неуклонным подъёмом Карра к известности.

## Фаворит короля

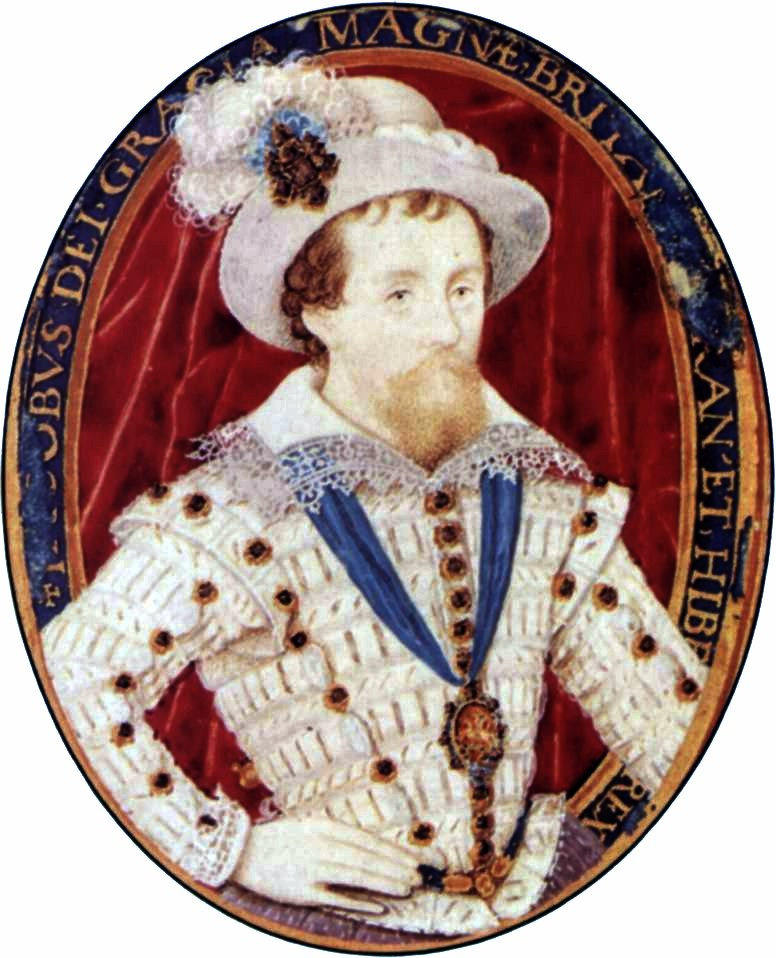
Портрет короля Англии Якова I Стюарта, художник Николас Хиллиард, период с 1603 по 1609 год

В 1607 году Роберт Карр упал с лошади и сломал ногу на рыцарском турнире, на котором присутствовали король Англии Яков I Стюарт. По словам Томаса Говарда, 1-го графа Саффолка, король мгновенно влюбился в молодого человека, даже помогал ему вылечиться, одновременно обучая его латыни. Впоследствии король посвятил молодого Карра в рыцари и снискал его благосклонность. Сэр Уолтер Рэли был лишен своего поместья Шерборн, даже несмотря на то, что он ранее оформил передачу, по которой имущество должно было перейти после его смерти его старшему сыну. К несчастью для Рэли, этот документ стал бесполезным из-за недостатка, который в конечном итоге дал королю право владения собственностью. Действуя по совету Роберта Сесила, 1-го графа Солсбери, своего государственного секретаря, Яков Стюарт передал поместье своему фавориту Роберту Карру. Дело было рассмотрено в суде, и в 1609 году было вынесено решение в пользу короны. Леди Рэли получила какую-то неадекватную компенсацию, и Роберт Карр сразу же вступил во владение. Влияние Карра стало таким, что в 1610 году он сыграл важную роль в том, чтобы убедить короля распустить парламент, который проявлял признаки нападения на шотландских фаворитов короля. 24 марта 1611 года он был назначен виконтом Рочестером, а затем членом Тайного совета Англии.

## Брак с Фрэнсис Говард

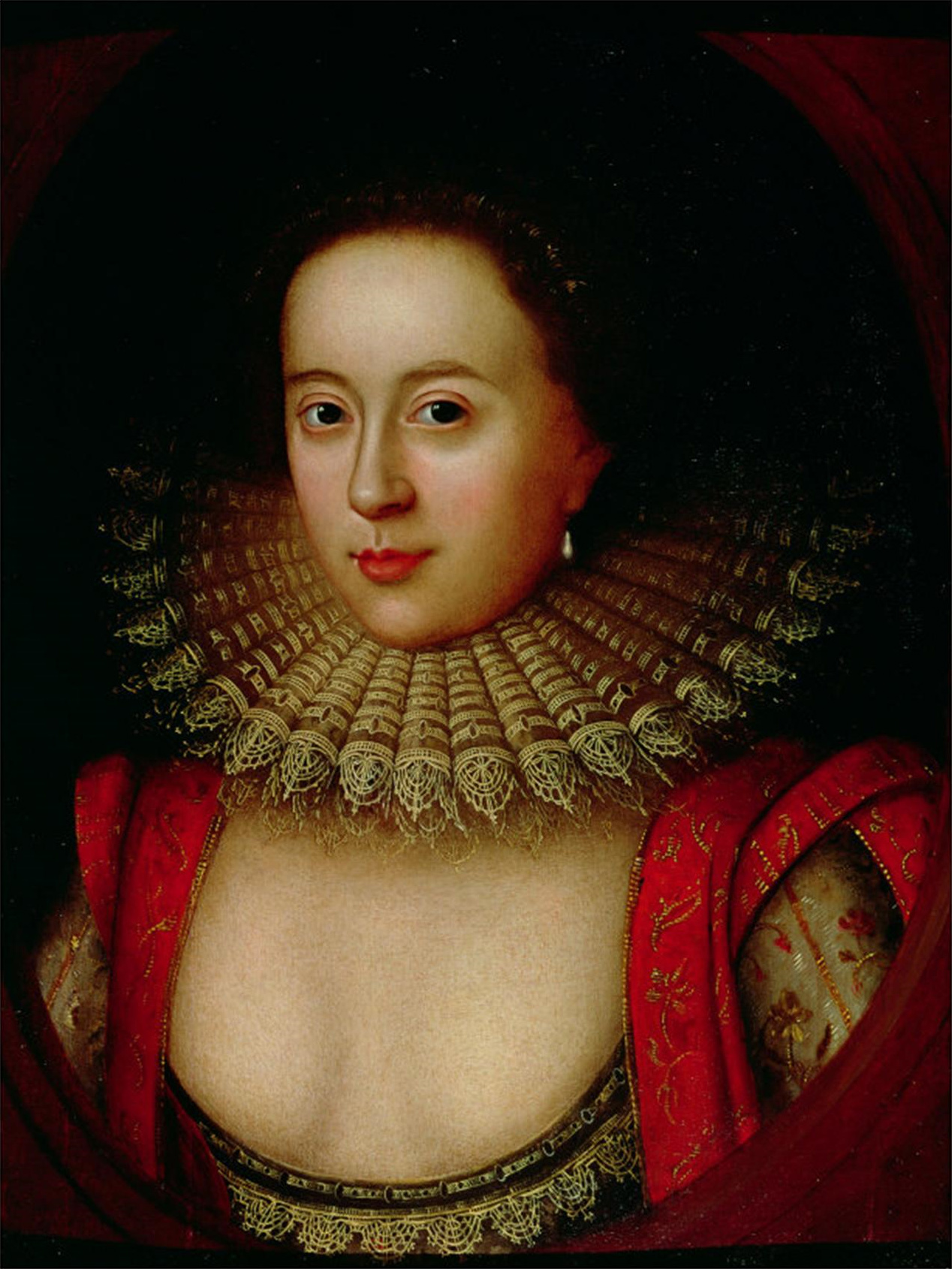
Портрет Фрэнсис Говард, супруги Роберта Карра, художник — Уильям Ларкин, около 1615 года

Когда Роберт Сесил, граф Солсбери, скончался в 1612 году, король Яков I задумал управлять лично как главный государственный министр, а Карр выполнял многие из прежних обязанностей Солсбери и действовал в качестве секретаря короля. Но неспособность Якова вплотную заниматься официальными делами подвергло правительство фракционности. Партия Говарда, состоящая из Генри Говарда, 1-го графа Нортгемптона, Томаса Говарда, 1-го графа Саффолка, его зятя, Уильяма Ноллиса, 1-го графа Банбери, Чарльза Говарда, 1-го графа Ноттингема, и сэра Томаса Лейка вскоре взяли под свой контроль большую часть правительства. Даже могущественный Роберт Карр, с трудом понимавший возложенные на него обязанности и часто зависимый от своего близкого друга Томаса Овербери в помощи с правительственными документами, попал в лагерь Говарда. Он сделал это после того, как завязал роман с Фрэнсис Говард, графиней Эссекс, дочерью графа Саффолка.
Томас Овербери не доверял Говардам, но все еще прислушивался к мнению Карра и пытался предотвратить этот брак. Чтобы отстранить его от двора, фракция Говарда манипулировала Овербери, чтобы он выглядел неуважительно по отношению к королеве. Затем они убедили короля предложить Овербери назначение послом при дворе русского царя Михаила, зная, что его отказ будет равносилен измене. План сработал, и Овербери отказался, желая остаться в Англии и рядом со своим другом. 22 апреля 1613 года Овербери был помещен в лондонский Тауэр по «просьбе короля», в конце концов умер там пять месяцев спустя, 15 сентября, «от естественных причин».
25 сентября 1613 года при поддержке короля леди Эссекс получила указ о недействительности брака со своим мужем Робертом Деверё, 3-м графом Эссексом. 3 ноября 1613 года Роберт Карр получил титул 1-го графа Сомерсета, а 23 декабря назначен казначеем Шотландии. 26 декабря леди Эссекс вышла замуж за Роберта Карра.

## Власть, скандал и падение
В 1614 году Роберт Карр был назначен лордом-камергером. Он поддерживал графа Нортгемптона и испанскую партию в оппозиции к старым испытанным советникам короля, таким как лорд-канцлер Элсмир, которые пытались сохранить союз с протестантами за рубежом. С годами король Яков осыпал Сомерсета новыми подарками, пока в 1615 году двое мужчин не поссорились, и Сомерсета заменил Джордж Вильерс, который позднее получил титул герцога Бекингема. В том же году Яков написал письмо, в котором подробно описал список жалоб, которые он тогда подал на Сомерсета. Сомерсет все еще сохранял некоторую благосклонность и, возможно, оставался бы у власти еще некоторое время, если бы в июле не было обнаружено убийство Овербери путем отравления. На печально известном судебном процессе Эдвард Кок и Фрэнсис Бэкон должны были раскрыть заговор.
В конце концов, четыре человека были осуждены за участие в убийстве и повешены в Тайберне в конце 1615 года. Это были сэр Джерваз Хелвис, лейтенант Лондонского Тауэра; Ричард Уэстон, тюремщик; миссис Энн Тёрнер, «служанка» Фрэнсис Говард; и аптекарь Джеймс Франклин. Сэр Томас Монсон, 1-й баронет, также был замешан в этом деле, но обвинения против него позже были сняты.
Сомерсет и Говард предстали перед судом весной 1616 года. Последняя призналась, и её вина широко признана. Долю вины Сомерсета гораздо труднее раскрыть, и, вероятно, она никогда не будет полностью известна. Улики против него основывались на простой самонадеянности, и он последовательно заявлял о своей невиновности. Вероятности в целом свидетельствуют в пользу гипотезы о том, что он был не более чем соучастником постфактум.
Опасаясь, что Сомерсет может попытаться обвинить его, король Яков неоднократно отправлял в Тауэр сообщения, в которых умолял его признать свою вину в обмен на помилование, заявив: «Легко заметить, что он будет угрожать мне обвинением в том, что я в некотором роде соучастник его преступления».
В конце концов король позволил событиям идти своим чередом, и Сомерсет и Говард были признаны виновными и заключены в Тауэр. Приговор, однако, не был приведен в исполнение ни в отношении одного из виновных. Фрэнсис Говард была немедленно помилована, но оба оставались в Тауэре до 1622 года. Граф Сомерсет, похоже, отказался купить прощение уступками и не получал прощения до 1624 года.
Граф Сомерсет умер в июле 1645 года, оставив дочь Энн, впоследствии жену Уильяма Рассела, 1-го герцога Бедфорда.

## В популярной культуре
Взлет и падение Роберта Карра и его отношения с Томасом Овербери являются темой романа Рафаэля Сабатини «Миньон» (1930).
В мини-сериале «Мэри и Джордж» (2024, Великобритания) роль Карра исполнил Лори Дэвидсон.